# Idiocetus
Idiocetus («унікальний кит») — рід вимерлих китоподібних родини Balaenidae.

## Відкриття
Скам'янілості, що належать до цього роду, вперше були знайдені в пластах п'яченціанської (верхнього пліоцену) поблизу Монтополі в Валь д'Арно, містечку в Тоскані (центральна Італія). Італійський палеонтолог Джованні Капелліні описав кита в 1876 році і відніс його до нового роду і виду, встановивши типовий вид Idiocetus guicciardinii. Декілька десятиліть потому, у 1926 році, інші викопні залишки, які, можливо, належали до роду, були виявлені з тортону (верхнього міоцену) Японії.